# Turanostyphrus kizilkumis
Turanostyphrus kizilkumis är en skalbaggsart som beskrevs av Alexey K. Tishechkin 2005. Turanostyphrus kizilkumis ingår i släktet Turanostyphrus och familjen stumpbaggar. Inga underarter finns listade i Catalogue of Life.